# Enomotarcha adversa
Enomotarcha adversa är en fjärilsart som beskrevs av Karsch 1895. Enomotarcha adversa ingår i släktet Enomotarcha och familjen tandspinnare. Inga underarter finns listade i Catalogue of Life.